# Clinopodium barosmum
Clinopodium barosmum là một loài thực vật có hoa trong họ Hoa môi. Loài này được (W.W.Sm.) Bräuchler & Heubl mô tả khoa học đầu tiên năm 2006.